# Santiago (Aguascalientes)
Santiago es una localidad del estado mexicano de Aguascalientes. Es parte del municipio de Pabellón de Arteaga.

## Toponimia
El nombre de la población hace referencia al santo patrono de la localidad: Santiago el Mayor.

## Demografía
| Gráfica de evolución demográfica |
|                                  |

| Censo | Población |
| ----- | --------- |
| 1900  | 432       |
| 1910  | 390       |
| 1921  | 266       |
| 1930  | 362       |
| 1940  | 325       |
| 1950  | 421       |
| 1960  | 533       |
| 1970  | 675       |
| 1980  | 777       |
| 1990  | 775       |
| 2000  | 916       |
| 2010  | 1 020     |
| 2020  | 1 182     |